# 水素化脱硫装置
水素化脱硫装置(すいそかだつりゅうそうち)とは、硫黄などの不純物を含む石油留分を、触媒の存在下で水素と反応させる水素化脱硫方式を使って精製する装置のことである。脱硫装置、水添脱硫装置、水素化精製装置などとも言う。

## 石油中の不純物
石油は、基本的には様々な沸点を持つ炭化水素の混合物であるが、硫黄、窒素、酸素あるいはニッケル、バナジウムなどの金属元素を不純物として含有している。燃料油中のこれら不純物は大気汚染および燃焼設備の損傷劣化の原因となるので、不純物除去は石油精製の中でも重要な処理である。
原油を常圧蒸留装置、減圧蒸留装置で分離すると不純物も各留分に配分される。このとき沸点が高い留分ほど不純物の濃度が高くなる。また沸点の高い成分は分子量が大きく分子構造も複雑で脱硫反応が起こりにくい。これらの要因によって水素化脱硫装置の建設コスト、運転コストは、原料油が高沸点・重質であるほど大きくなる。

## 反応
水素化脱硫装置で使用する触媒は、ニッケル、コバルト、モリブデンなどの金属をアルミナやシリカ－アルミナに担持したものである。水素との反応によって原料油中の硫黄、窒素、酸素はそれぞれ硫化水素、アンモニア、水となって炭化水素から分離される。また炭化水素と水素の反応として、オレフィンの飽和、芳香族炭化水素の飽和、炭素鎖の切断である水素化分解などが起こる。さらに反応の過程で金属分が炭化水素から分離して触媒上に沈着する。

## 原料油による分類
水素化脱硫装置は原料油の種類によって以下のように分類される。
ナフサ水素化精製装置ナフサを処理する。接触改質原料の前処理として利用されることが多い。
灯軽油水素化脱硫装置灯油、軽油を処理する。日本で灯油、軽油、ジェット燃料の製品規格を満足するためには水素化脱硫は必須である。
減圧軽油水素化脱硫装置間接脱硫装置とも言い、減圧蒸留装置から得られる減圧軽油を処理する。常圧残油、減圧残油などの脱硫は高コストかつ技術的困難も大きいため、脱硫した減圧軽油と未脱硫の減圧残油を混合して製品重油とする方法を間接脱硫と称したのが別名の由来である。
重油水素化脱硫装置常圧残油、減圧残油などの重油を処理する。減圧軽油のみを脱硫する間接脱硫と対比して、常圧残油を脱硫することを直接脱硫と呼ぶ。高コストではあるが、不純物の濃縮した残油部分を脱硫処理するため環境対策としての有効性が高い。
なおLPGの水素化脱硫は行われない。含硫黄不純物であるメルカプタンを除去するプロセスとしては苛性ソーダ水溶液を用いるスイートニングが代表的である。

## 設備の構成

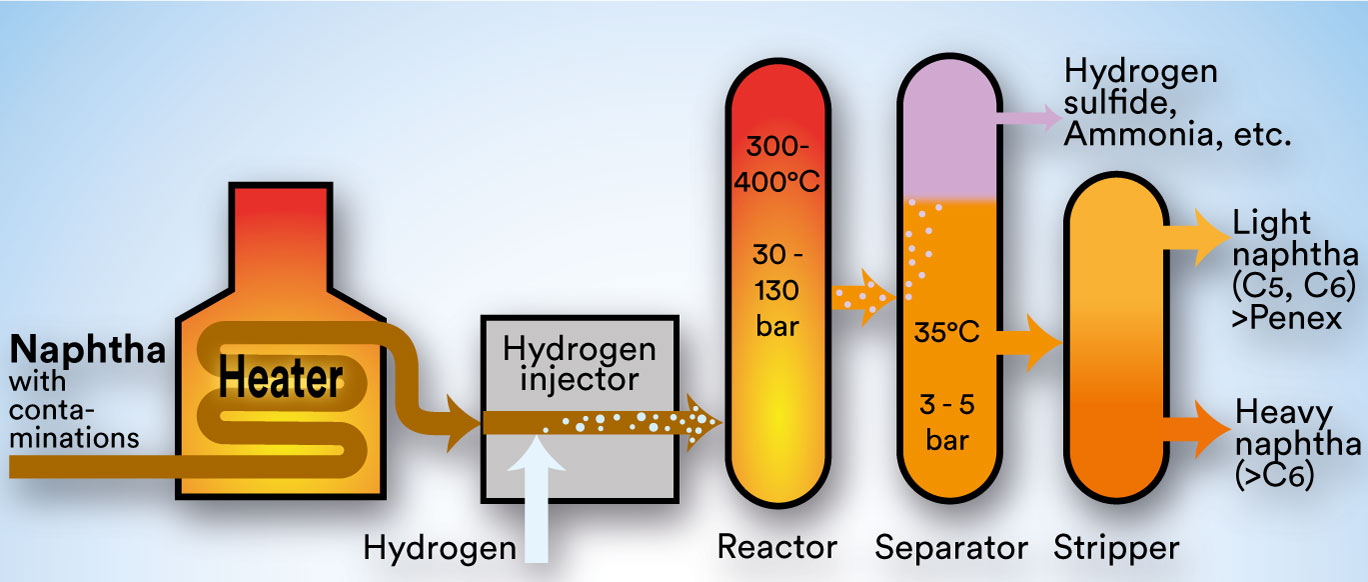
水素化脱硫装置の過程
原料のナフサはヒーターで加熱された後に水素を注入、その後反応器でガスと液体に分離させ分解装置で硫化水素やアンモニアを除去。更にナフサを重分子・低分子に分離している。

原料油を水素と混合し反応温度まで加熱してから、触媒を充填した反応器に導入して反応させる。反応生成物を冷却してガスと液体に分離する。ガスは未反応の水素と脱硫反応によって生じた硫化水素が主成分である。硫化水素はアミンガス処理によって分離され、硫黄回収装置で単体硫黄に転換される。水素はリサイクルされて水素化脱硫反応に再び使用される。液体分は蒸留などによって分離精製され製品油となる。反応生成物冷却の過程で硫化水素とアンモニアから水硫化アンモニウム（NH4HS）が固体として析出すると管路の閉塞や腐食の原因となるので特別の留意を要する。

## 水素化分解装置
上述のように水素化脱硫に付随する反応として水素化分解による炭素鎖の切断がある。これを積極的に利用して低分子量すなわち低沸点の炭化水素を得る装置が水素化分解装置である。水素化分解によって得られる灯油と軽油は優れた性状を持っている。また厳しい水素化分解に晒されたボトム留分はパラフィンリッチで高粘度指数となっており、高性能な潤滑油の基油に利用される事もある。水素化分解の設備の構成は、おおむね水素化脱硫装置に類似しているが、触媒や圧力、温度、空間速度などが効率的な燃料生成に最適化したものとなっている。

## 中国で製造された装置の例
重質油が生産され、その利活用が課題となっている中国では、2020年、世界最大のスラリー床鍛接水素化反応器（重さ3000トン以上、長さ70m以上、外径6・15m）が開発、公開された。